# ¥800本
¥800本（はっぴゃくえん ぼん）シリーズは、かつて太田出版が出していた単行本レーベル。本稿では後継シリーズQJブックスについても記述する。

## 沿革
1996年3月より刊行開始。毎月刊行予定だったが実際は不定期だった。シリーズはVOL.01 - 07巻が777円（税抜）、VOL.08以降が800円（税抜）。1997年10月、シリーズ完結が告知された。完結の理由として「1冊¥800じゃあ、いくら売れてもあんまり儲からん！」「ページ数が192ページじゃあ少なすぎる！」と書かれていた。同時に新たなシリーズ「QJブックス」が開始されたが、1998年9月25日発売の『自殺直前日記 完全版』以降は続いていない。
平行して、『Quick Japan』誌で取り上げ話題を呼んだ漫画『怪談人間時計』の復刻が好評だったため、昔のカルト漫画を復刻するQJマンガ選書シリーズが1997年よりスタートした。

## ¥800本
1. Various Writer『前略 小沢健二様』太田出版〈¥800本〉、1996年。ISBN 4872332679。
2. 金井覚『アイドルバビロン 外道の王国』太田出版〈¥800本〉、1996年。ISBN 4872332660。
3. 観念絵夢『マゾバイブル 史上最強の思想』太田出版〈¥800本〉、1996年。ISBN 4872332768。
4. 山田花子『自殺直前日記』太田出版〈¥800本〉、1996年。ISBN 4872332768。
5. 清水悟志『SMAP追っかけ日記』太田出版〈¥800本〉、1996年。ISBN 487233289X。
6. Various Writer『東京ヒップホップ・ガイド』太田出版〈¥800本〉、1996年。ISBN 4872332903。
7. 大泉実成『消えたマンガ家』太田出版〈¥800本〉、1996年。ISBN 487233292X。
8. Various Writer『渋谷系元ネタディスクガイド』太田出版〈¥800本〉、1996年。ISBN 4872332997。
9. 大泉実成、庵野秀明『庵野秀明 スキゾ・エヴァンゲリオン』太田出版〈¥800本〉、1997年。ISBN 4872333152。
10. 竹熊健太郎、庵野秀明『庵野秀明 パラノ・エヴァンゲリオン』太田出版〈¥800本〉、1997年。ISBN 4872333160。
11. 平野勝之、林由美香『自転車不倫野宿ツアー 「由美香」撮影日記』太田出版〈¥800本〉、1997年。ISBN 4872333241。
12. 大泉実成『消えたマンガ家2』太田出版〈¥800本〉、1997年。ISBN 4872333349。
13. 宇田川岳夫『マンガゾンビ』太田出版〈¥800本〉、1997年。ISBN 4872333411。
14. バクシーシ山下・編『私も女優にしてください』太田出版〈¥800本〉、1997年。ISBN 4872333462。
15. 「神様!!BOMB!」スタッフ・編『あのコがテレビに出てるワケ 「神様!!BOMB!」』太田出版〈¥800本〉、1997年。ISBN 4872333470。
16. 大泉実成『消えたマンガ家3』太田出版〈¥800本〉、1997年。ISBN 4872333608。

## QJブックス
1. 松尾スズキ・編『星の遠さ 寿命の長さ〜「大人計画」全仕事〜』太田出版〈QJブックス〉、1997年。ISBN 4872333578。
2. 徳南晴一郎、中条省平（序文）『孤客』太田出版〈QJブックス〉、1998年。ISBN 487233387X。
3. 阿部広樹、箭本進一『超クソゲー』太田出版〈QJブックス〉、1998年。ISBN 4872333837。
4. 井島ちづる『恋ができない!!』太田出版〈QJブックス〉、1998年。ISBN 4872333993。
5. 赤羽貴志『就職したくない人のための極楽ヒモ生活入門』太田出版〈QJブックス〉、1998年。ISBN 4872334043。
6. 竹熊健太郎・編著『篦棒な人々 戦後サブカルチャー偉人伝』太田出版〈QJブックス〉、1998年。ISBN 4872334124。
7. 山田花子『自殺直前日記 完全版』太田出版〈QJブックス〉、1998年。ISBN 4872334191。

## QJマンガ選書
米沢嘉博、竹熊健太郎、宇田川岳夫（VOL.13以降）が監修を務めた復刻漫画レーベル。
- （00）怪談人間時計（徳南晴一郎）……「猫の喪服」併録。解説：竹熊健太郎「『人間時計』を出版する意味とは何か？」、山崎春美「こうしてボクが『人間時計』を紹介した」、椹木野衣「『人間時計』はリアルな時を刻む」、宇田川岳夫「徳南作品をもっと知りたい人へ」
- （01）定本・悪魔くん（水木しげる）……解説：小山田圭吾、伊藤徹、関口淳、米沢嘉博
- （02）ガバメントを持った少年　風忍自薦短編集（風忍）……解説：増子真二、宇田川岳夫、石井聰互、米沢嘉博
- （03）聖マッスル（ふくしま政美・作画／宮崎惇・原作）……解説：宇田川岳夫、早川光、田宮一、竹熊健太郎
- （04）完本・地獄くん（ムロタニ・ツネ象）……解説：スクリーミング・マッド・ジョージ、KING JOE、成田アキラ、竹熊健太郎
- （05）女犯坊 第一部 怒恨鉄槌編（ふくしま政美・作画／滝沢解・原作）……解説：大泉実成、宇田川岳夫、村崎百郎、米沢嘉博「無知なる筋肉の涙」
- （06）寄生人（つゆき・サブロー）……水木しげる特別インタビュー「友人つゆき・サブローと兎月書房の思い出」、なみきたかし「マンガの怪人＝アニメの偉人 杉本五郎物語」収録。解説：佐野史郎、椹木野衣、唐沢俊一、米沢嘉博
- （07）ひるぜんの曲（徳南晴一郎）……特別書き下ろし自伝「凶星の漫画家」収録
- （08）女犯坊 第二部 妖根魔陰篇（ふくしま政美・作画／滝沢解・原作）……滝沢解が「見開き男 ふくしま政美」を特別寄稿。解説：根本敬、斎藤環、牧田紘一郎、藤沢信二
- （09）ガモラ（楳図かずお）……「マスクボーイ」併録。解説：椹木野衣、戸川昌士、想田四、米沢嘉博
- （10）侵略円盤キノコンガ（白川まり奈）……「どんづる円盤」併録。解説：内田雄一郎、町山智浩、村崎百郎、増子真二
- （11）女犯坊 第三部 超根飛翔篇（ふくしま政美・作画／滝沢解・原作）……滝沢解が「ふくしま政美よ、おまえの仕事は終っていない」を特別寄稿。解説：実相寺昭雄、上杉清文、宇川直宏、足立守正
- （12）巨人獣 ザ・パラノイド（石川球太）……解説：早川光、竹熊健太郎、丸尾末広、谷口ジロー
- （13）肉弾時代 完全版（宮谷一彦）……「肉弾人生 嫁賣ジャイアンツ篇 プロローグ」を併録
- （14）水木しげる貸本モダンホラー 上（水木しげる）
- （15）水木しげる貸本モダンホラー 下（水木しげる）
- （16）聖徳太子　超劇画（ふくしま政美・劇画／滝沢解・原作）……特別描き下ろしポスター「魔王（PRINCE OF THE AIR）」付。滝沢解が「「怒る我」の男──太子追い書き」を寄稿
- （17）水木しげる貸本ロマン 上（水木しげる）
- （18）水木しげる貸本ロマン 下（水木しげる）
- （19）墓を掘る男（水木しげる）
- （2000）ドリーム仮面（中本繁）

## QJ裏マンガ選書：モンド・エロチカ
1998年、米沢嘉博が監修を務めたアダルト専門の復刻漫画レーベル。2冊で中断した。
- （01）セクシー怪獣大暴れ（島竜二、菅沼要・作画／近藤謙・原作）
- （02）スーパーレディ魔子（笠間しろう）……作者インタビューの聞き手は宇田川岳夫・増子真二